# Apeadeiro de Arronches

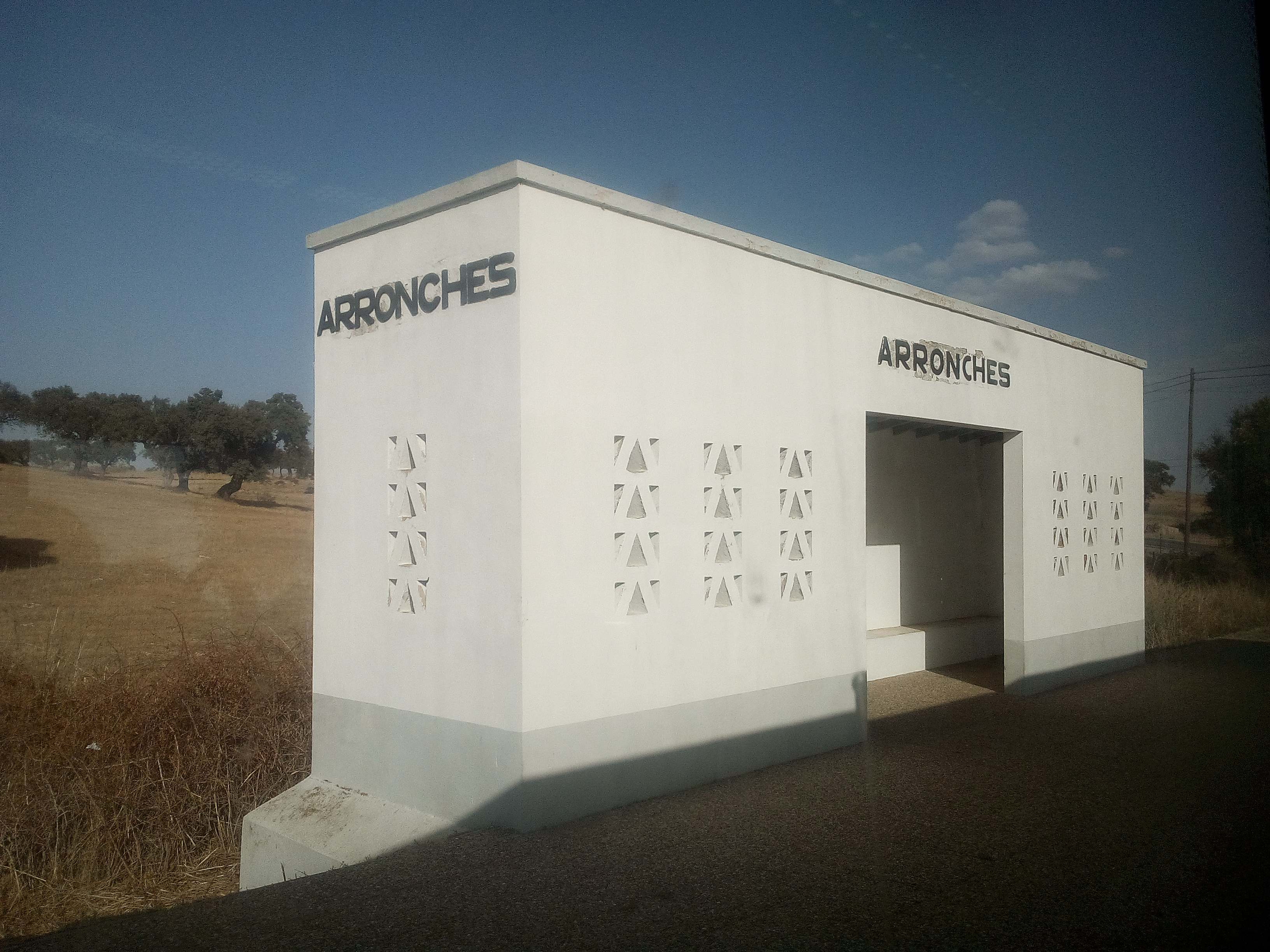
Abrigo do apeadeiro de Arronches, em 2017.

O Apeadeiro de Arronches é uma gare da Linha do Leste, que serve nominalmente a localidade de Arronches, no Distrito de Portalegre, em Portugal.

## Descrição
O Apeadeiro de Arronches situa-se distante de qualquer aglomerado populacional, sendo servido postalmente pela central do vizinho concelho de Monforte (PT-7450), mais próxima. Dista 6 km (desnível acumulado de +55−93 m) do centro de Arronches, via ER246. O abrigo de plataforma situa-se do lado norte da via (lado esquerdo do sentido ascendente, a Elvas).

## História

### Século XIX
A passagem por Arronches esteve prevista desde os primeiros planos para o quinto lanço do Caminho de Ferro do Leste, entre Assumar e Elvas, que seguia o vale do Rio Caia, passava perto de Arronches e acompanhava depois a fronteira com Espanha. Porém, este traçado foi duramente criticado pelo Marquês de Sá da Bandeira e outras autoridades militares, que o consideravam prejudicial à defesa do país, pelo que o percurso foi alterado, deixando de passar pelas proximidades de Arronches. Assim, foi com este traçado que foi inaugurada a linha, em conjunto com o lanço até ao Crato, em 4 de Julho de 1863, pela Companhia Real dos Caminhos de Ferro Portugueses.

### Século XXI
Em 29 de Agosto de 2017, foram retomados os comboios do Entroncamento a Badajoz, que também servem o apeadeiro de Arronches.